# 15 Canis Majoris
Désignations
15 Canis Majoris (en abrégé 15 CMa) est une étoile variable de cinquième magnitude de la constellation australe du Grand Chien. Elle porte également la désignation d'étoile variable EY Canis Majoris, 15 Canis Majoris étant sa désignation de Flamsteed. D'après la mesure de sa parallaxe annuelle par le satellite Gaia, l'étoile est distante d'environ ∼ 1 220 a.l. (∼ 374 pc) de la Terre. Elle s'éloigne du Système solaire à une vitesse radiale de +28 km/s.
15 Canis Majoris est classée comme une étoile bleu-blanc sous-géante de type spectral B1 IV. On l'avait classée à tort dans des classifications plus anciennes comme une supergéante bleue de type spectral B1 Ib. C'est une étoile variable de type Beta Cephei dont la magnitude apparente varie entre +4,79 et +4,84 avec une période de 0,184 57 jour (4,43 heures). L'étoile est 12,8 fois plus massive que le Soleil et son rayon est 6,8 fois plus grand que le rayon solaire. Elle est approximativement 20 000 fois plus lumineuse que le Soleil et sa température de surface est de 26 100 K.